# Anita Steyn
Pour les articles homonymes, voir Steyn.
Anita Steyn, née en 1955 à Mariental au sud de la Namibie, est une artiste namibienne qui se consacre principalement à la peinture, à la céramique et au tissage. Elle vit et travaille à Karibib.

## Biographie
Elle se forme principalement en Afrique du Sud, à l'université de Pretoria (beaux-arts, muséographie, arts textiles), également au Rustenburg Technicon (céramique), puis revient en Namibie en 1985.

## Œuvre
En peinture, Anita Steyn est l'une des paysagistes les plus éminentes de son pays. Il n'y a guère de place pour la sérénité et la solitude dans ses tableaux qui mettent plutôt en scène une nature agitée, partiellement détruite, transposée à l'aide de couleurs vives et de formes torturées.
Elle a recours au fusain, aux crayons de couleur, à l'aquarelle et aux techniques mixtes. Pour ses tissages, elle utilise de la laine de karakul, du mohair, du lin, du coton, du jute, du sisal.
Ses carreaux de céramique décorés sont réputés.
Elle a participé à de nombreuses expositions personnelles et collectives et remporté de nombreux prix.